# Muczesz
Muczesz (pers. موچش) – miasto w Iranie, w ostanie Kurdystan. W 2016 roku liczyło 3370 mieszkańców.